# Churritština

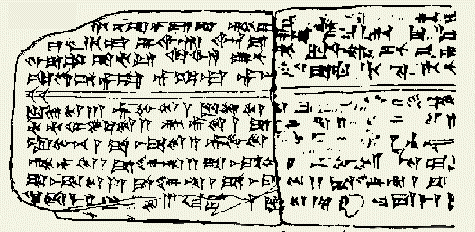
Deska z Ugaritu, Hymnus pro Nikkal

Churritština byl jazyk churritského etnika, které vstoupilo do severní Mezopotámie kolem roku 2300 př. n. l., a zmizelo kolem roku 1000 př. n. l. a jazyk království Mitanni v severní Mezopotámii. Mluvilo se jím zpočátku pravděpodobně v churritských osídleních v Sýrii. Obecně se věří, že mluvčí tohoto jazyka původně pochází z arménských hor a rozšířili se na počátku 2. tisíciletí př. n. l. do jihovýchodní Anatolie a severní Mezopotámie.

## Výslovnost

### Souhlásky
|              | Labiála | Alveolára | Palatála | Velára |
| ------------ | ------- | --------- | -------- | ------ |
| Nazála       | m       | n         |          |        |
| Ploziva      | p       | t         |          | k      |
| Afrikáta     |         | (t͡s)      |          |        |
| Frikativa    | f       | s         |          | x      |
| Approximanta | w       |           | j        |        |
| Vibranta     |         | r         |          |        |
| Laterála     |         | l         |          |        |

Všechny souhlásky kromě „w“ a „j“ mohou být zdvojené. Jelikož klínopis je od Sumerů, v jejichž jazyce se „f“ nenacházelo, musel se při psaní churritštiny klínopisem foném „f“ zapisovat jako „p“, „b“ nebo „w“. Churritská slova, která se četla s „f“, se dnes dají rozpoznat, protože právě v každém textu bylo stejné slovo zapsáno jinak (někde s „p“ a v jiném jako „b“ nebo „w“)

### Samohlásky
Samohláska „o“ se v klínopisu nenacházela, tudíž ji Churrité zapisovali jako u, a samohlásku u zapisovali jako ú.
|         | přední | střední | zadní |
| ------- | ------ | ------- | ----- |
| vysoké  | i iː   |         | u uː  |
| střední | e eː   |         | o oː  |
| nízké   |        | a aː    |       |

## Kultura
Churritštinou se pravděpodobně inspiroval J. R. R. Tolkien při tvorbě černé řeči pro trilogii Pána prstenů.

## Příklady

### Číslovky
| Churritsky | Česky |
| sukko      | jeden |
| sini       | dva   |
| kige       | tři   |
| tumni      | čtyři |
| narija     | pět   |
| sese       | šest  |
| sindi      | sedm  |
| kiri/a     | osm   |
| tamri      | devět |
| eman       | deset |